# Saison 2003 de l'équipe cycliste féminine T-Mobile
La saison 2003 de l'équipe T-mobile est la deuxième de l'équipe dirigée par Jim Miller. L'équipe réunit les meilleures coureuses américaines et vise les jeux olympiques de 2004 à Athènes. La saison se conclut à la 8e place du classement UCI, la meilleure athlète étant Deirdre Demet-Barry.

## Création

### Sponsors et financement de l'équipe
L'équipe est sponsorisée par T-Mobile USA. Bob Stapleton, vice-président de la société et Herwig Reus, responsable du marketing sportif chez T-Mobile, sont fortement impliqués dans la mise en place de l'équipe. Stapleton laisse la direction de l'équipe à Reus cette année-là,,,. Voicestream, la société de Stapleton, est également sponsor, tout comme le comité olympique américain. Le budget de l'équipe est compris entre 400 000 et 700 000 dollars américains.
Cannondale est également partenaire et fournit des vélos CAAD 7. Ils sont équipés d'une fourche TIme, d'un groupe Shimano Dura-Ace, de roues Mavic, de potences et cintres ITM, de capteurs de puissance SRM, de selles Fi'zi:k et de compteurs Cat Eye. Au niveau de l'équipement, Biemme and Limar fournit les casques.

### Arrivées et départs
En novembre 2002, l'équipe T-Mobile féminine est présentée à Tucson en Arizona. Toutes les coureuses de l'équipe sont américaines. La plupart des coureuses de l'équipe 2002 sont reconduites. Ainsi Deirdre Demet-Barry, qui a gagné une épreuve de coupe du monde en 2002, ou Dotsie Cowden qui a remporté dans sa carrière six titres nationaux, font partie de l'équipe. Parmi les renforts, on compte Kimberly Bruckner, qui sort d'une bonne saison 2002 avec l'équipe Saturn,  Kristin Armstrong, une spécialiste du contre-la-montre, Sarah Hammer, une pistarde douze fois championne des États-Unis dans la catégorie junior, Stacey Peters, Kristin Johnson et Lara Kroepsh,,.
Sur le plan des départs, Lara Ruthven et Missy Thompson quittent l'équipe.
| Arrivée           | Équipe 2002     |
| ----------------- | --------------- |
| Kristin Armstrong | Goldy's         |
| Kimberly Bruckner | Saturn          |
| Sarah Hammer      | junior          |
| Kristin Johnson   | Sobe/Cannondale |
| Lara Kroepsch     | Trek Plus       |
| Stacey Peters     | Bianchi USA     |

| Départ         | Équipe 2003     |
| -------------- | --------------- |
| Lara Ruthven   |                 |
| Missy Thompson | Vitamin Cottage |

### Objectifs
Toutes les coureuses de l'équipe sont américaines, l'équipe est une sorte de sélection nationale permanente. L'équipe doit permettre au cyclisme de se développer aux États-Unis et vise alors les jeux olympiques de 2004,. La sélection nationale doit se concentrer sur le développement des jeunes espoirs, tandis que l'équipe T-Mobile s'occupe du haut niveau et vise la victoire dans les plus grandes courses internationales.

## Coureurs et encadrement technique

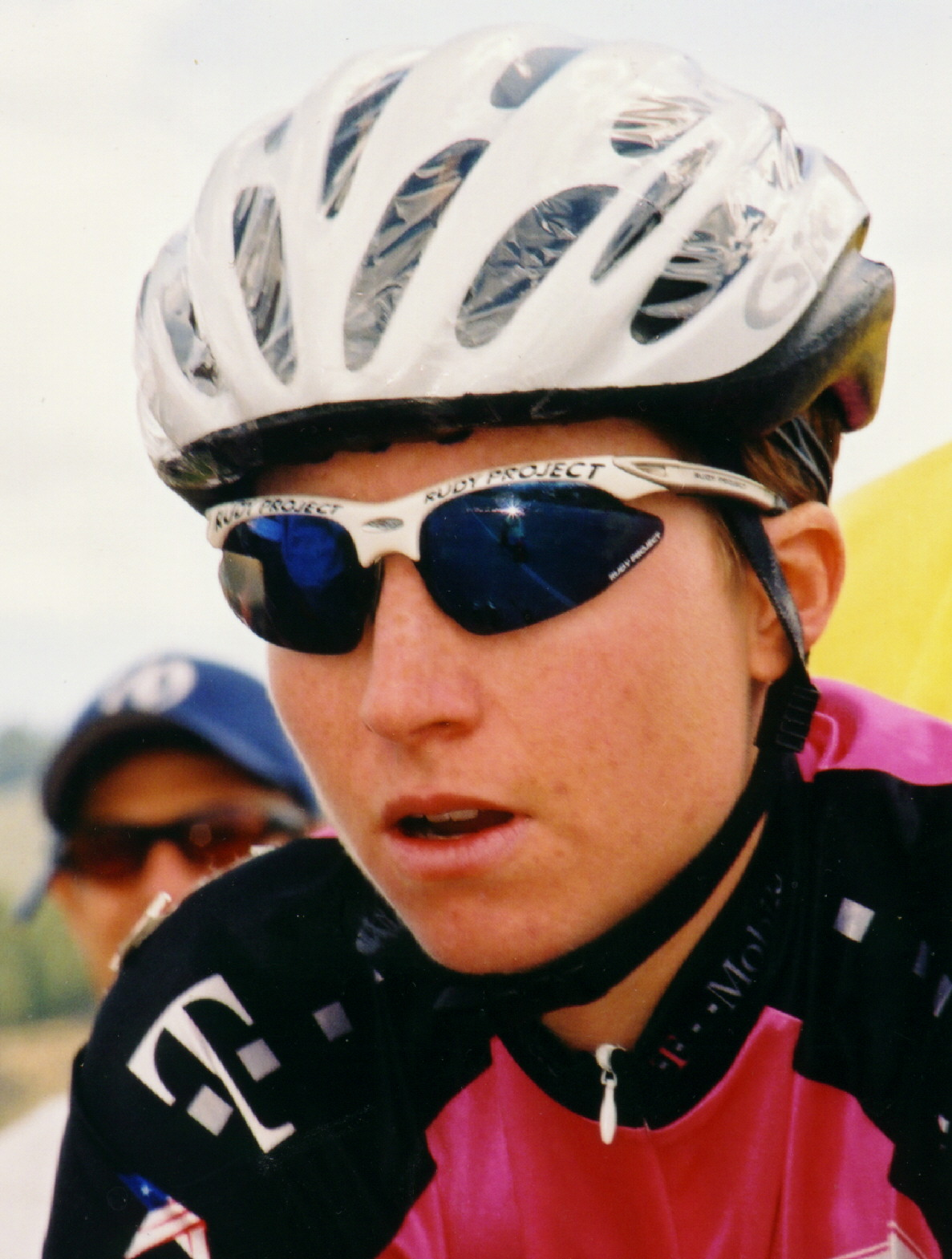
Amber Neben

### Effectif
| Coureur                   | Date de naissance | Nationalité | Équipe 2002     |
| ------------------------- | ----------------- | ----------- | --------------- |
| Kim Anderson              | 28 janvier 1968   | États-Unis  | T-Mobile        |
| Kristin Armstrong         | 11 août 1973      | États-Unis  | Goldy's         |
| Dotsie Bausch, née Cowden | 6 mars 1973       | États-Unis  | T-Mobile        |
| Katrina Berger-Grove      | 9 avril 1974      | États-Unis  | T-Mobile        |
| Kimberly Bruckner         | 19 juin 1970      | États-Unis  | Saturn          |
| Deirdre Demet-Barry       | 8 octobre 1972    | États-Unis  | T-Mobile        |
| Sarah Hammer              | 18 août 1983      | États-Unis  | junior          |
| Mari Holden Paulsen       | 30 mars 1971      | États-Unis  | T-Mobile        |
| Kristin Johnson           | 31 décembre 1980  | États-Unis  | Sobe/Cannondale |
| Lara Kroepsh              | 27 novembre 1978  | États-Unis  | Trek Plus       |
| Amber Neben               | 18 février 1975   | États-Unis  | T-Mobile        |
| Stacey Peters             | 1er juillet 1969  | États-Unis  | Bianchi USA     |

### Encadrement
Encadrement : 
- Directeur sportif : Jim Miller.

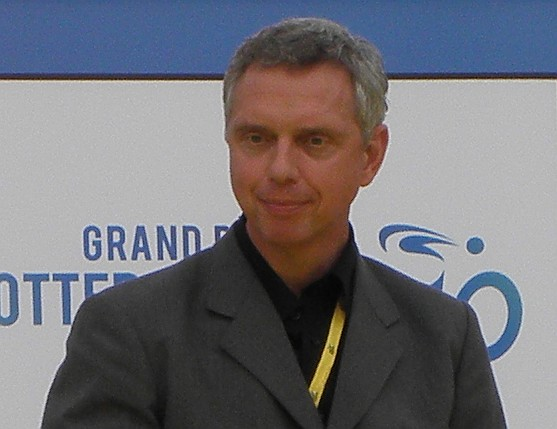
Jean-Paul van Poppel est l'entraîneur de l'équipe

- Entraîneur : Jean-Paul van Poppel.
- Soigneur : Michelle Jacques.
- Mécanicien : Dave Pitts.

## Déroulement de la saison
En avril, sur le prologue de la Redlands Bicycle Classic, Kimberly Bruckner prend la deuxième place devant Amber Neben. Dans la première étape, Dede Barry s'échappe avec Ina-Yoko Teutenberg et termine deuxième. Sur la cinquième et dernière étape, Amber Neben est troisième. Au classement général, elle est également troisième, Kimberly Bruckner est quatrième.
Sur la Sea Otter Classic, Dede Barry attaque dans le final de la première étape, mais est suivie par Geneviève Jeanson qui la bat au sprint. Sur la deuxième étape qui est un contre-la-montre, Kimberly Bruckner est deuxième tandis que Amber Neben est quatrième. Sur la dernière étape, Dotsie Cowden attaque avec Ina-Yoko Teutenberg dans la première ascension, mais elles sont reprises par le peloton. Dede Barry et Amy Moore contrent alors mais sont également rattrapées. Dans la dernière ascension, Genevieve Jeanson attaque avec  Lyne Bessette, Manon Jutras et Amber Neben. Cette dernière prend la quatrième place de l'étape, Dede Barry la cinquième. Au classement général, Amber Neben est quatrième, Kimberly Bruckner cinquième.
À la Flèche wallonne, Amber Neben termine septième. Elle remporte la deuxième étape du Gracia Orlova qui est un contre-la-montre. Kimberly Bruckner est cinquième. Amber Neben est également quatrième de la quatrième étape. Elle finit à la quatrième place du classement général, Kimberly Bruckner à la sixième.
En mai, au Tour of the Gila, lors de la deuxième étape Katrina Grove termine troisième à environ quatre minutes de la vainqueur Genevieve Jeanson. Elle est quatrième le lendemain et cinquième le surlendemain,. Katrina Grove est troisième de l'ultime étape et termine à la même place au classement général.
Sur le Tour du Grand Montréal, Amber Neben est cinquième du prologue. Sur la première étape, Kristin Armstrong part en échappée. Elle est ensuite rejointe par Lyne Bessette, Magali Le Floc'h et Amber Neben. Cette dernière finit deuxième derrière la Française et prend la première place du classement général. L'ultime étape se termine au sprint. Amber Neben remporte donc le Tour. À la Liberty Classic, Kim Anderson part en échappée avec Lyne Bessette et Lynn Gaggioli. Dans le final, la Canadienne attaque et franchit la ligne la première. Kim Anderson est quatrième, Kimberly Bruckner est sixième.
Aux championnats des États-Unis contre-la-montre, l'équipe occupe les cinq premières places du classement, dans l'ordre : Kimberly Bruckner, Deidre Barry, Amber Neben, Kristin Armstrong et Katrina Grove. Sur l'épreuve en ligne, dès le début de course, un groupe de huit coureuses dont cinq de l'équipe s'échappe. Amber Neben attaque dans la dernière montée et s'impose. L'équipe réalise le triplé avec Neben, Armstrong et Bruckner.
En juillet, Kimberly Bruckner gagne la dernière étape du Tour de Thuringe au bout d'une échappée solitaire de 23 km. Deirdre Barry avait attaqué plus tôt dans l'étape,. Kimberly Bruckner gagne également les jeux panaméricains contre-la-montre, Kristin Armstrong est troisième.
Aux championnats du monde, Kristin Armstrong et Deirdre Barry représentent les États-Unis sur le contre-la-montre. Elles terminent respectivement treizième et huitième. Sur l'épreuve en ligne, Kim Anderson et Mari Holden viennent s'ajouter. Dede Demet-Barry, qui a souffert de crampes, termine onzième.
Bruckner voit sa saison écourtée à cause d'une tumeur.

## Bilan de la saison

### Victoires

#### Sur route, UCI
| Date       | Course                                         | Pays       | Classe | Vainqueur         |
| ---------- | ---------------------------------------------- | ---------- | ------ | ----------------- |
| 5 juin     | Classement général du Tour du Grand Montréal   | Canada     | 2.1    | Amber Neben       |
| 1er mai    | 2e étape du Gracia Orlova                      | Tchéquie   | 2.2    | Amber Neben       |
| 22 mai     | Championnat des États-Unis sur route           | États-Unis | CN     | Amber Neben       |
| 21 mai     | Championnat des États-Unis du contre-la-montre | États-Unis | CN     | Kimberly Bruckner |
| 27 juillet | 7e étape du Tour de Thuringe féminin           | Allemagne  | 2.1    | Kimberly Bruckner |
| 11 août    | Championnat panaméricain du contre-la-montre   | États-Unis |        | Kimberly Bruckner |

#### Sur route, circuit américain
L'équipe est principalement active en Amérique du Nord. Les courses qui s'y déroulent ne font généralement pas partie du calendrier UCI malgré une participation et une dotation équivalente. Le tableau suivant résume les victoires d'importance sur le circuit américain, en particulier sur l'USA Cycling National Racing Calendar.
| Date    | Course                                 | Pays       | Classe    | Vainqueur         |
| ------- | -------------------------------------- | ---------- | --------- | ----------------- |
| 27 mars | 1re étape de la Solano Bicycle Classic | États-Unis | nationale | Kimberly Bruckner |
| 28 mars | 2e étape de la Solano Bicycle Classic  | États-Unis | nationale | Kimberly Bruckner |
| 30 mars | Solano Bicycle Classic                 | États-Unis | nationale | Kimberly Bruckner |

### Classement UCI
| Rang | Coureur              | Points |
| ---- | -------------------- | ------ |
| 20   | Deirdre Demet-Barry  | 166    |
| 22   | Amber Neben          | 152    |
| 29   | Kimberly Bruckner    | 126    |
| 45   | Kristin Armstrong    | 80     |
| 84   | Kimberly Anderson    | 22     |
| 113  | Katrina Berger-Grove | 12     |
| 148  | Mari Holden          | 7      |
| 237  | Dorothy Cowden       | 1      |